# Genoveva de Paris
Santa Genoveva (em francês:  Sainte Geneviève; em latim: Sancta Genovefa, de "keno", que significa parente e "wefa", que quer dizer esposa) (Nanterre, 423 – Paris, 3 de janeiro de 512) é a santa padroeira de cidade de Paris. Nas tradições católica romana e ortodoxa, foi uma virgem e santa católica francesa. Seu dia de festa é mantido em 3 de janeiro.
Reconhecida por sua devoção religiosa desde tenra idade, ela conheceu Germano de Auxerre e Lupo de Troyes quando criança, dedicando-se a uma vida como virgem. Milagres e curas começaram a acontecer ao seu redor desde cedo, e ela ficou conhecida por ser capaz de mudar o clima. Mudou-se de Nanterre, sua terra natal, para Paris, depois da morte de seus pais, tornando-se conhecida por sua piedade, curas e milagres, embora os residentes de Paris se ressentissem dela e a teriam matado se não fosse pelas intervenções de São Germano. Suas preces salvaram Paris de ser destruída pelos hunos, comandados por Átila, em 451, além de outras guerras. Sua organização das mulheres da cidade foi chamada de uma "maratona da oração" e foi o "feito mais famoso" de Genoveva. Ela esteve envolvida em dois grandes projetos de construção em Paris: uma basílica em honra de São Dinis de Paris, em 475, e a Basílica dos Santos Apóstolos, dedicada a São Pedro e São Paulo, por volta do ano 500.
Genoveva operou milagres tanto antes quanto depois de sua morte. Ela foi reconhecida como padroeira de Paris no século XIV. Ela era "a favorita desde os mais humildades habitantes até a família Bourbon, sendo igualmente venerada por Erasmo de Roterdã e pelos revolucionários" e era considerada "um símbolo cultural que os parisienses compartilhavam, apropriavam, negociavam e usavam de acordo com pressupostos e tradições comunais".
Ela foi publicamente invocada durante emergências relacionadas às necessidades e expectativas dos parisienses por 153 vezes entre o ano de 885 e outubro de 1791, indo desde invocações espontâneas e menos ritualizadas, bem como procissões com seu relicário durante a Idade Média, até ocasiões altamente ritualizadas feitas na presença de suas relíquias expostas, durante os anos que antecederam a Revolução Francesa. Assim como as épocas e as condições mudavam em Paris, do mesmo modo alteravam-se as maneiras por meio das quais Santa Genoveva era invocada. À medida que novas calamidades ameaçavam a cidade e precisava-se de novos pedidos de intercessão a ela, novas associações, imagens e metáforas eram necessárias. Seu culto permaneceu popular ao longo da história de Paris, apesar de nunca ter retornado ao nível pré-revolucionário de popularidade e de figura da identidade do povo parisiense.

## Biografia

### Infância e juventude
Genoveva nasceu por volta do ano 419 em Nanterre, uma pequena vila francesa, a quase sete quilômetros ao oeste de Paris, filha de Severo e Gerontia, que provavelmente eram de origem germânica ou possivelmente franca. Uma vela é um de seus atributos mais comuns; ela é por vezes representada junta do diabo, que é dito ter soprado sua vela enquanto ela estava orando à noite.
Santa Genoveva aparece no Martirológio de Jerônimo; seu vita apareceu vários séculos após sua morte, embora o hagiógrafo David Attwater afirme que o texto diz ter sido escrito por um contemporâneo de Genoveva, e que "sua autenticidade e valor são objeto de muita discussão". De acordo com o historiador Moshe Sluhovsky, o "Vida de Santa Genoveva" foi escrito no final do século VI, brevemente após sua morte, sendo baseado no vita de Martinho de Tours. Em 1310, a primeira edição francesa de seu vita foi publicada; em 1367, a primeira tradução francesa. Segundo David Farmer, "pouco se pode saber sobre ela com certeza, mas seu culto floresceu no âmbito do orgulho civil e nacional".
Apesar de a tradição popular representar os pais de Genoveva como camponeses pobres, seus nomes, os quais eram comuns entre a aristocracia galo-romana, são considerados uma evidência de que ela nasceu na elite da Gália. Ela foi reconhecida por sua devoção religiosa em tenra idade. Quando Genoveva tinha sete anos de idade (c. 429), Germano de Auxerre e Lupo de Troyes pararam em Nanterre, no caminho deles da Gália até a Britânia para pôr um fim à heresia pelagiana. Germano viu Genoveva no meio de uma multidão de habitantes do vilarejo, que se reuniam para encontrar com Germano e Lupo e obter suas bênçãos; e observou sua atenção e piedade. Depois de ter falado com ela e a encorajado a "perserverar no caminho da virtude", Germano conversou com seus pais e lhes disse que ela "seria uma grande força ante a face do Senhor" e que, através de seu exemplo, dirigiria e ensinaria muitas virgens consagradas. Consoante Sluhovsky, "a isto seguiram-se milagres marcando a jovem menina como uma noiva de Cristo". Genoveva falou a Germano que ela desejava seguir a Deus; conforme seu vita, Germano confirmou sua intenção de tornar-se uma virgem consagrada, pegou uma moeda do chão, instruindo a moça a fazer com ela um colar para lembrá-la do diálogo que tiveram.

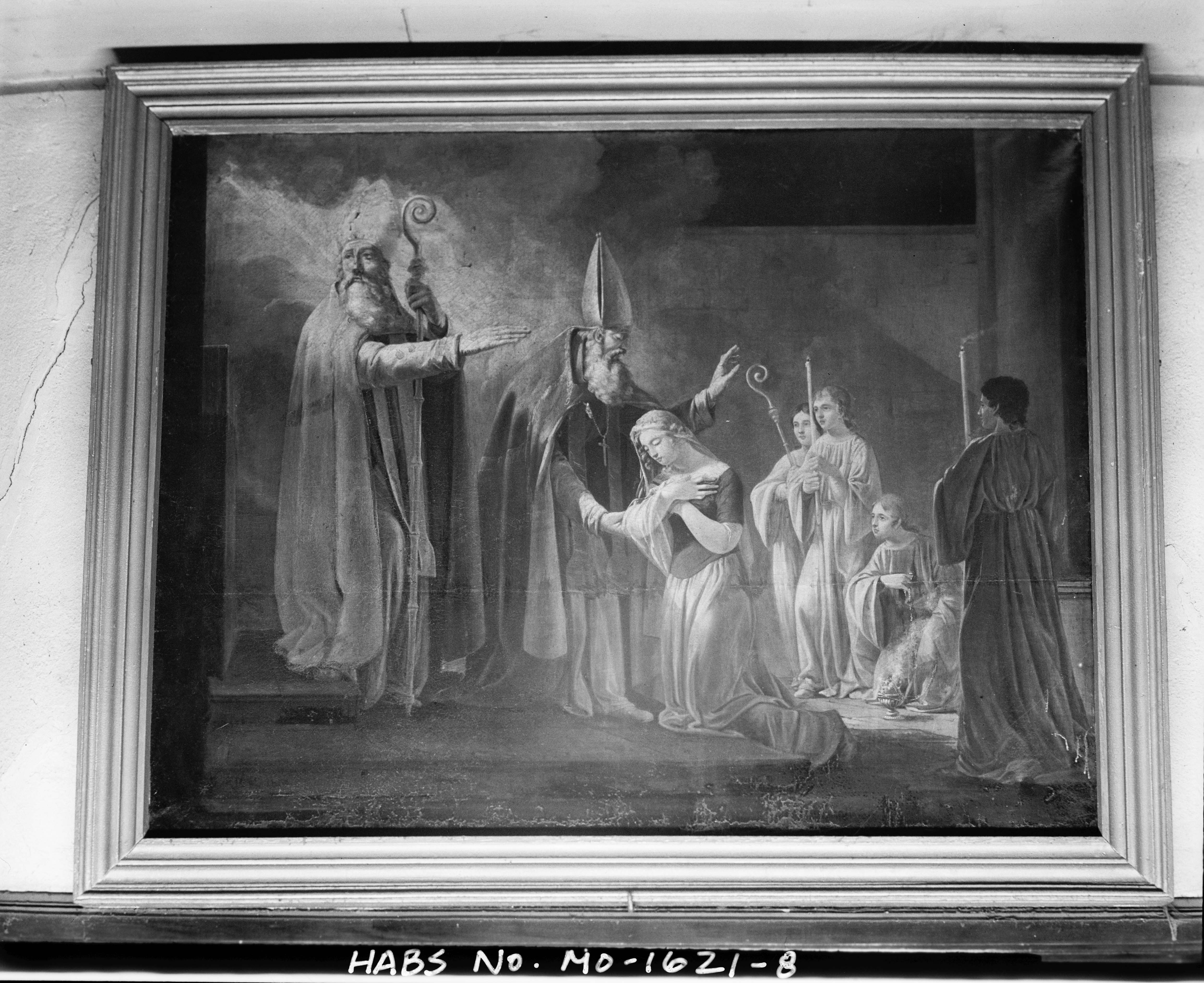
A Consagração de Santa Genoveva, por M. Basterot

De acordo com a Enciclopédia Católica, Germano deu a Genoveva uma medalha com uma cruz gravada, a dizendo para que a usasse em lugar de pérolas e joias de ouro, para ajudá-la a se lembrar de seu compromisso com Cristo. A Enciclopédia Católica também afirma que como não havia nenhum convento nas proximidades de Nanterre, ela "permaneceu em casa, levando uma vida inocente e cheia de oração"; segundo a historiadora Jo Ann McNamara, Germano inspirou Genoveva a dedicar a sua vida e virgindade ao serviço de Deus, o qual não se limitava a uma regra estabelecida ou a um estilo de vida monástico. Se desconhece o momento no qual Genoveva recebeu a consagração como virgem. Algumas fontes alegam que ela recebeu seu véu do Papa Gregório I, enquanto outros dizem que ela, junta de duas companheiras, receberam-nos do bispo de Paris quando ela tinha 15 anos de idade. Sluhovsky afirma que Genoveva foi consagrada por volta de 437.

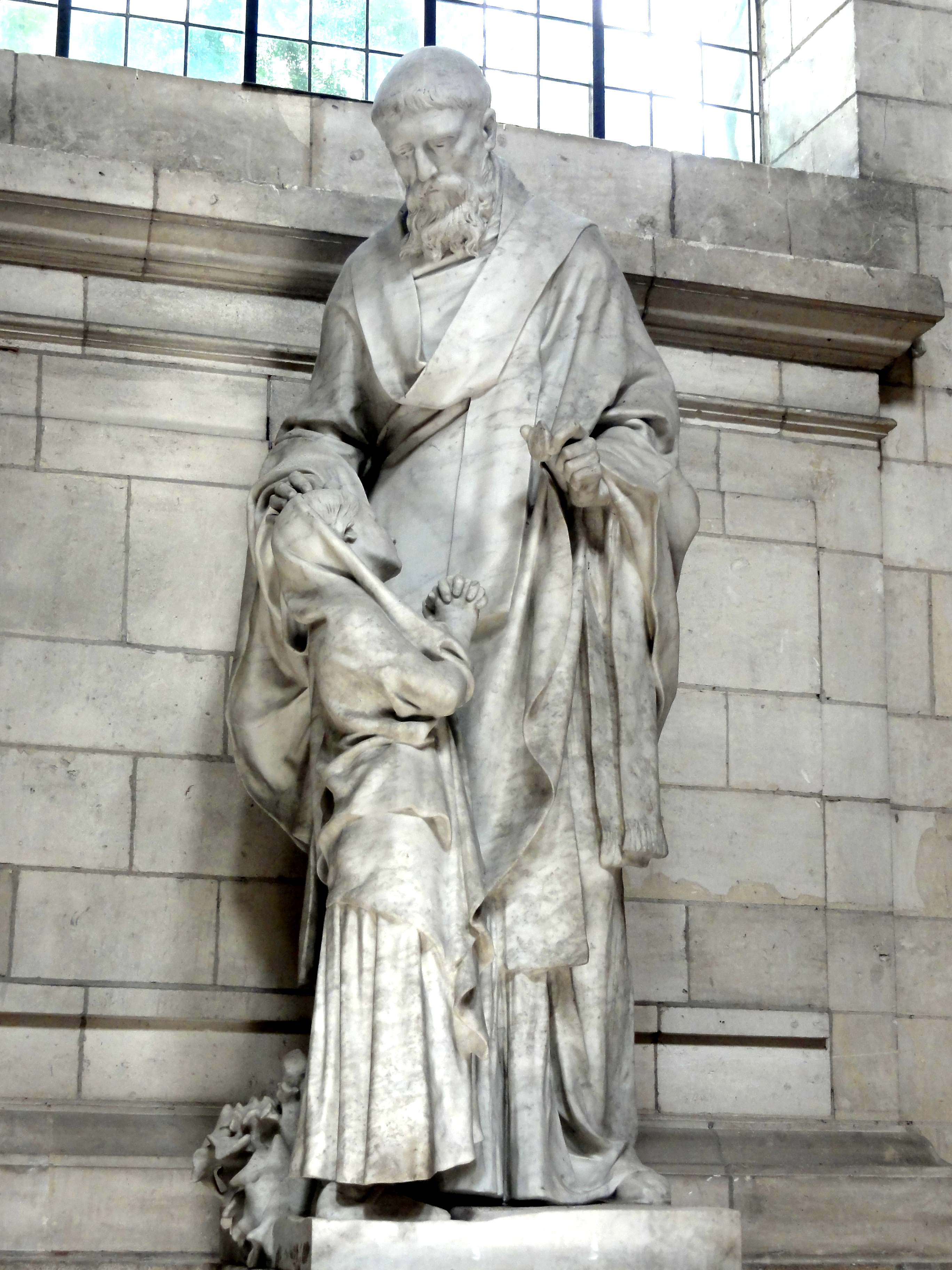
Escultura representando o encontro da pequena Genoveva com Germano de Auxerre, feita pelo escultor Henri Chapou.

O vita de Genoveva relata uma história sobre sua mãe ter ficado cega após impedi-la de ir à igreja em um dia festivo. Depois de quase dois dias, Genoveva percebeu que ela era o motivo pela cegueira de sua mãe; após esta ter-lhe pedido que trouxesse água do poço próximo para ela, sua filha curou sua visão com a água. Conforme Sluhovsky, esse milagre confirmou a santidade de Genoveva e sua família posteriormente a permitiu que fosse levada a um bispo juntamente com duas jovens para serem consagradas como virgens. O bispo a abençoou antes das outras garotas apesar de ela ser a mais nova. Sluhovsky chama a cura da mãe de Genoveva de o primeiro milagre relacionado a água associado com sua figura, a qual foi invocada para proteger Paris de enchentes séculos após sua morte. O poço de Navarra era um popular local de veneração mesmo no século XV. No século XVI, vários milagres ocorreram no lugar, que se tornou um dos maiores pontos de peregrinação em Île-de-France.
Nos anos 1700, uma peregrinação anual ao poço era feita no primeiro domingo após a Páscoa, e muitos de seus visitantes eram membros da família real francesa. Por exemplo, Ana da Áustria tinha uma "especial devoção" a Genoveva e fazia peregrinações anuais em 3 de janeiro, dia de sua festa litúrgica, até o poço de Navarra e orava pelo nascimento de um filho do sexo masculino. Quando o filho de Ana nasceu, ela visitou o local para agradecer à santa e, em 1642, doou um terreno para a construção de um novo seminário ali. De acordo com Sluhovsky, outras fontes e nascentes foram associadas com Genoveva, e a elas eram atribuídos poderes curativos - incluindo contra febres altas - no início do período moderno. Em 1599, o físico e escritor suíço Thomas Platter registrou um milagre relacionado a água possivelmente mais antigo: quando Genoveva ainda estava na escola, uma ponte apareceu sobre um dique repleto de água, tendo desaparecido assim que ela a atravessou. Platter argumentava que esse milagre era a razão pela qual os moradores de Paris creditavam a ela a capacidade de mudar o clima.

### Vida posterior e morte
Após a morte de seus pais, Genoveva foi viver com sua madrinha Lutécia em Paris, devotando-se à oração e a trabalhos de caridade. Ficou severamente paralisada e quase morreu. Depois de sua recuperação, relatava ter tido visões do céu. Em Paris, ela se tornou admirada por sua piedade e devoção aos trabalhos caritativos. Jejuava, praticava "severa austeridade corporal", e a ascese, que incluía a abstenção de carne e a quebra de seu jejum apenas duas vezes por semana. Ela jejuou entre os 15 e os 50 anos, do domingo à quinta-feira e da quinta-feira ao domingo; sua dieta consistia em grãos e pão de cevada, e ela nunca fez uso de bebidas alcoólicas. Após ter completado 50 anos de idade, e por ordem de seus bispos, ela adicionou peixe e leite à sua alimentação. Devotamente, ela guardava vigília todas as noites de sábado, "seguindo os ensinamentos do Senhor sobre o servo que aguardava o retorno do mestre de uma festa de casamento".
Os vizinhos de Genoveva, "cheios de ciúme e inveja", a acusaram em 445 ou 446 de ser hipócrita e impostora, afirmando que suas visões e profecias eram falsas. Sluhovsky afirma que Genoveva "recebeu o dom divino de ler os pensamentos das pessoas", o que desagradou muitos habitantes de Paris. Ele também diz que a oposição a ela acontecia porque a jovem ameaçava a hierarquia masculina em Paris, então ela precisava de um patrocinador e de reconhecimento por parte de autoridades masculinas estabelecidas, que recebeu de Germano, de Simeão Estilita e do rei Clóvis I. Seus inimigos conspiravam para afogá-la, mas São Germano fez uma nova visita a Paris e a defendeu, embora os ataques tenham continuado mesmo assim. O bispo de Paris a nomeou para cuidar das outras virgens consagradas; "por sua instrução e exemplo, ela as levou a um alto grau de santidade".

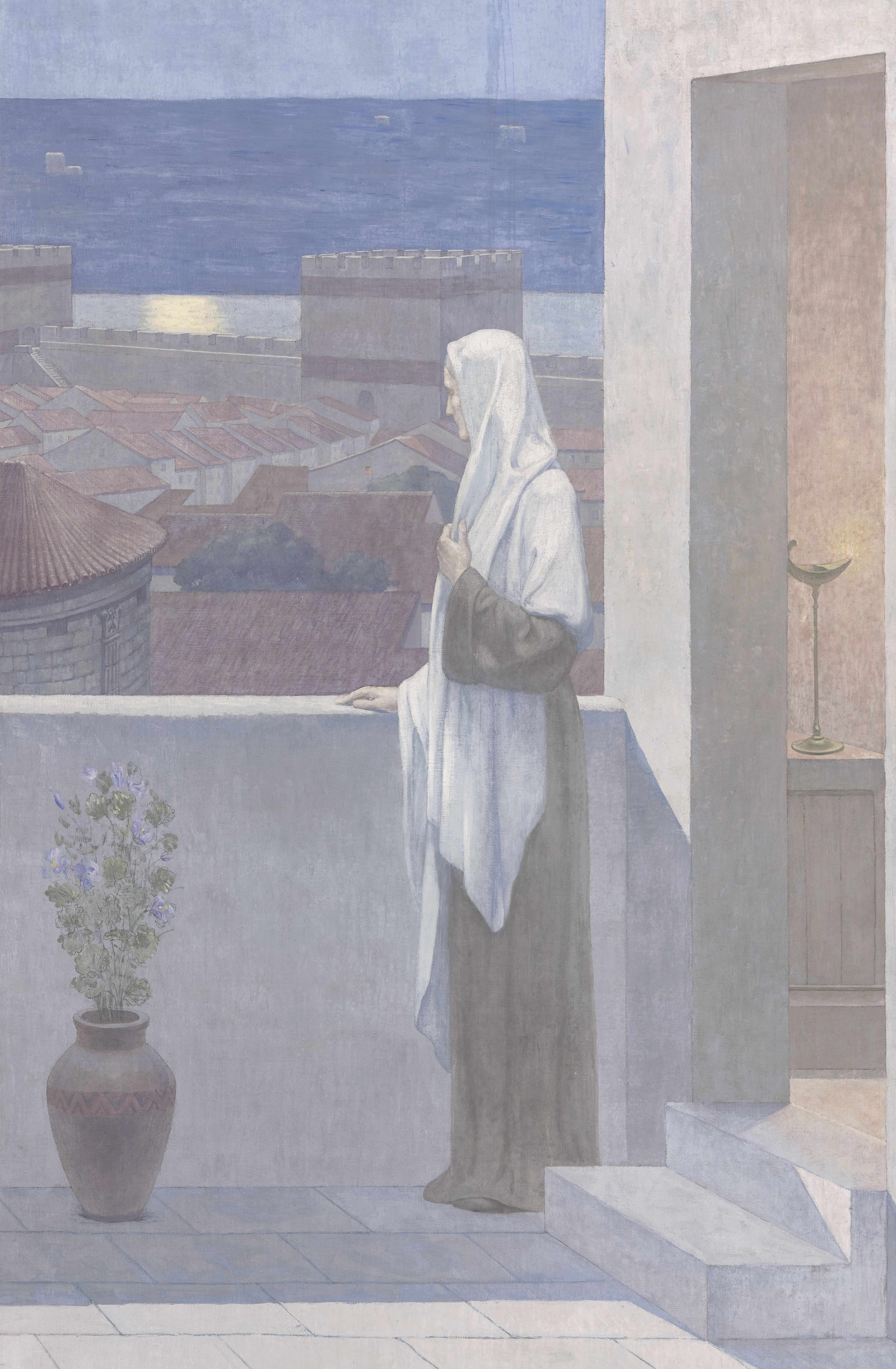
Seção de "Santa Genoveva olhando por Paris", pelo muralista Pierre Puvis de Chavannes (data desconhecida)

Pouco antes do ataque dos hunos em 451 a Paris, Genoveva profetizou que a cidade seria poupada, mas que aqueles que fugissem de Paris seriam mortos. Genoveva e o arquidiácono de Germano persuadiram o povo de Paris de que ela "não era uma profetisa da desgraça" e convenceram as mulheres de que, em vez de se juntarem a seus maridos e abandonarem suas casas, deveriam orar e fazer atos de penitência para poupar a cidade. Alega-se que a intercessão das orações de Genoveva fez com que o exército de Átila, em vez de Paris, fosse para Orleães. De acordo com seu vita, ela persuadiu as mulheres de Paris a realizar uma série de jejuns, orações e vigílias "a fim de afastar a ameaça de desastre, como Ester e Judite haviam feito no passado". McNamara, que traduziu o vita de Genoveva, chama esse acontecimento de uma "maratona da oração" e de "seu feito mais famoso". Ela também convenceu os homens a não retirarem seus bens de Paris. Os moradores da cidade ficaram novamente irritados com suas profecias e, como Sluhovsky colocou, "possivelmente por sua perturbação ao status quo de gênero"; eles novamente conspiraram para matá-la, mas ela foi salva pela intervenção de Germano: um mensageiro foi enviado para trazer seus pães eucarísticos logo após a morte dele, o que impediu os moradores de realizar seu plano contra Genoveva.

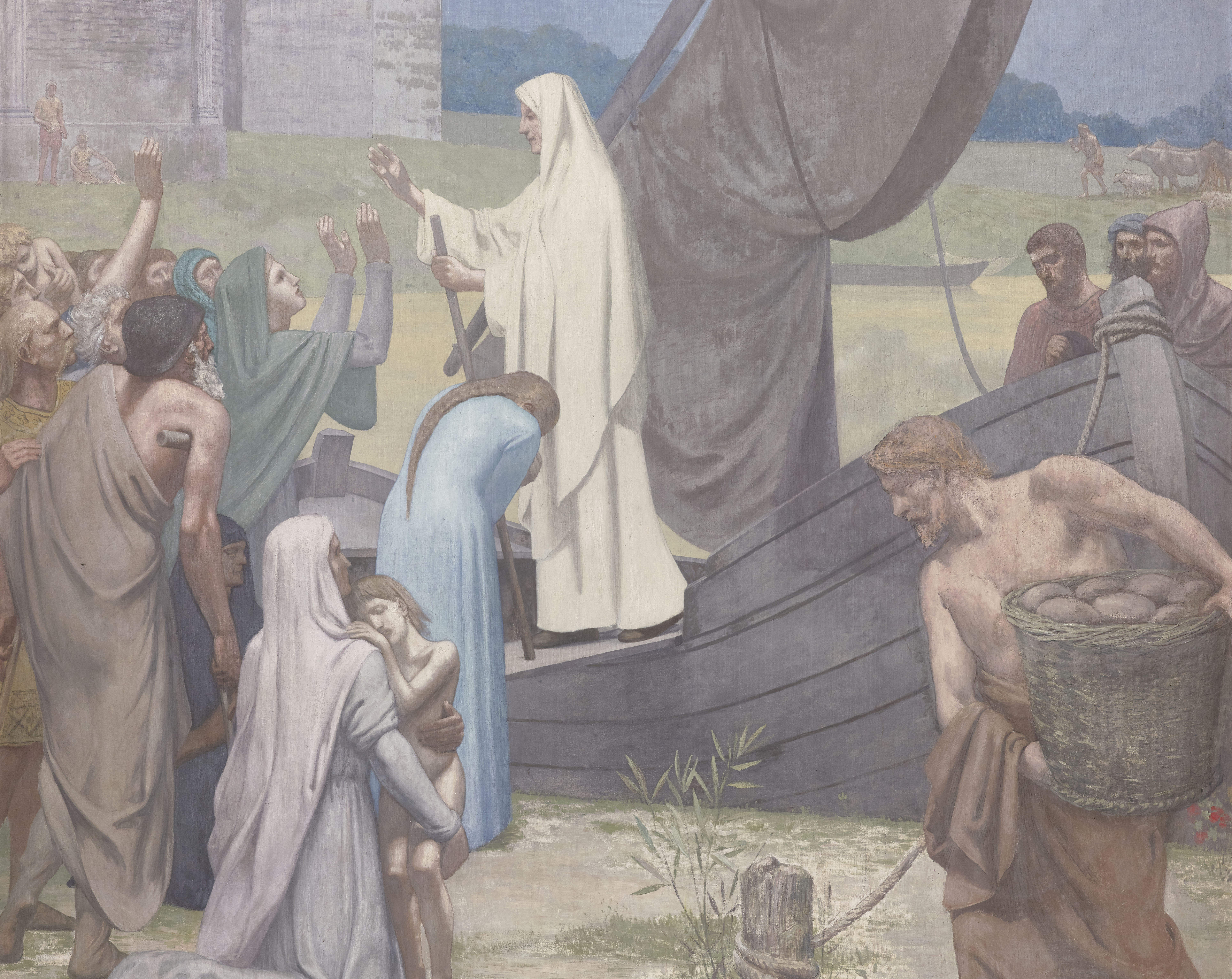
Seção de "Santa Genoveva reabastecendo a Paris sitiada", por Pierre Puvis de Chavennes (c. 1890)

Anos mais tarde, ela "se distinguia por sua caridade e auto-sacrifício" durante a derrota de Paris por Meroveu em 480 e foi capaz de influenciar a ele a seus sucessores, Quilderico e Clóvis I, a serem lenientes para com os moradores da cidade. Segundo Farmer, Genoveva fez um acordo com soldados durante o cerco de Paris para obter provisões, que eram transportadas através de hidrovias a partir de Arcis e de Troyes. Seu vita relata que Clóvis I, que a venerava, muitas vezes perdoava criminosos que ele havia colocado na prisão a pedido da santa, mesmo que fossem culpados; Attwater afirma que ela pediu ao rei para libertar prisioneiros e ser piedoso com os infratores da lei. De acordo com Farmer, ela “conquistou o respeito de Quilderico”. Ele ordenou que os portões de Paris fossem fechados para que Genoveva não pudesse resgatar prisioneiros que ele queria executar, mas depois que ela foi informada de seus planos, abriu os portões apenas por tocá-los, sem ter uma chave; ela então se encontrou com Quilderico e o convenceu a não executar os prisioneiros. Ela liderou um comboio e "provou ser capaz de liderar uma operação paramilitar que exigiu cruzar as linhas inimigas", através do bloqueio de Paris, subindo o Sena a partir de Troyes para levar comida aos cidadãos famintos. Ao voltar para casa, suas orações salvaram os onze navios que a carregavam, seus companheiros e os grãos para os moradores de Paris. De volta a Paris, ela deu comida aos pobres primeiro.
Genoveva também esteve envolvida em dois grandes projetos de construção em Paris. Ela tinha uma forte devoção a São Dinis de Paris, o primeiro bispo da cidade, e queria construir uma basílica em sua honra em 475, embora os padres locais tivessem poucos recursos. Ela lhes disse para irem até a ponte de Paris, onde encontraram um forno de cal abandonado, que fornecia os materiais de construção para a basílica. Depois de rezar a noite toda, um dos sacerdotes prometeu arrecadar os fundos necessários para contratar trabalhadores, e os carpinteiros doaram seu tempo para coletar madeira e outros recursos. Quando os trabalhadores ficaram sem água para beber, ela orou e fez o sinal da cruz sobre um vaso, e a água foi milagrosamente fornecida. A basílica foi mais tarde chamada Priorado de São Dinis de Strata. Ela colaborou com Clotilde, a esposa de Clóvis I, para convertê-lo ao cristianismo; pouco antes de sua morte, Genoveva o convenceu a construir a Basílica dos Santos Apóstolos, dedicada aos santos Pedro e Paulo, que foi concluída após o ano 500. Após a morte de Genoveva, em reconhecimento à sua participação na conversão de Clóvis, Clotilde pôde honrar o seu túmulo.
Seu vita afirma que "ela morreu na velhice, cheia de virtude". Sua morte se deu aos 82 anos de idade. Depois de seu falecimento, ela foi elevada aos altares na Basílica dos Santos Apóstolos, que em vida havia ajudado a construir. Foi enterrada ao lado de membros da família de Clóvis e era considerada uma protetora da família real. Milagres começaram a ocorrer na basílica imediatamente após seu sepultamento lá. Seu vita registra os primeiros deles. Seu sepultamento na basílica a ajudou a ganhar prestígio; logo após sua morte, seu túmulo se tornou um local de peregrinação. O vita de Genoveva fala o seguinte a respeito da basílica: "Um pórtico triplo adjacente à igreja, com ícones de Patriarcas e Profetas, Mártires e Confessores da fé, dos tempos antigos, vindos das páginas dos livros de história". Curas ocorreram em seu santuário após sua morte; o óleo que foi mantido na Abadia de Santa Genoveva, que foi construída no início do século VI, foi relatado ser capaz de curar cegueira até o século IX. Outros milagres experimentados pelos peregrinos em seu santuário foram registrados até no século XIV. Semelhante aos milagres que ocorreram durante a vida de Genoveva, houve relatos de milagres, como a cura de doenças oculares, paralisia, peste e febre alta.

## Milagres
De acordo com Jo Ann McNamara, durante os vários cercos dos francos a Paris, Genoveva tinha que convencê-los "que ela e seu Deus eram aliados que valia a pena se ter". A historiadora também afirma que ela "alinhou-se com os pobres e os conquistados contra o poder secular desenfreado". McNamara acredita, entretanto, que sua condição como uma mulher sem nenhum status oficial ou poder político "tornou-a inócua no contexto do poder secular" e relata que Genoveva inspirou os francos a respeitar os santos da Gália e forneceu evidências aos governantes de ambos os lados de que Deus respondia às suas orações. Ela diz, ainda, que "O poder, expresso por meio de milagres, protegeu Quilderico e seus sucessores da possibilidade de que qualquer misericórdia e indulgência que demonstrassem para com os santos e para com os pobres que defendiam pudesse ser interpretada como um sinal de fraqueza imprópria para um guerreiro". Sluhovsky afirma que curas milagrosas, as quais incluíam a restauração da visão aos cegos, a cura de mulheres paralíticas e a expulsão de demônios de pessoas possessas aconteceram tanto durante a vida de Genoveva quanto após sua morte.

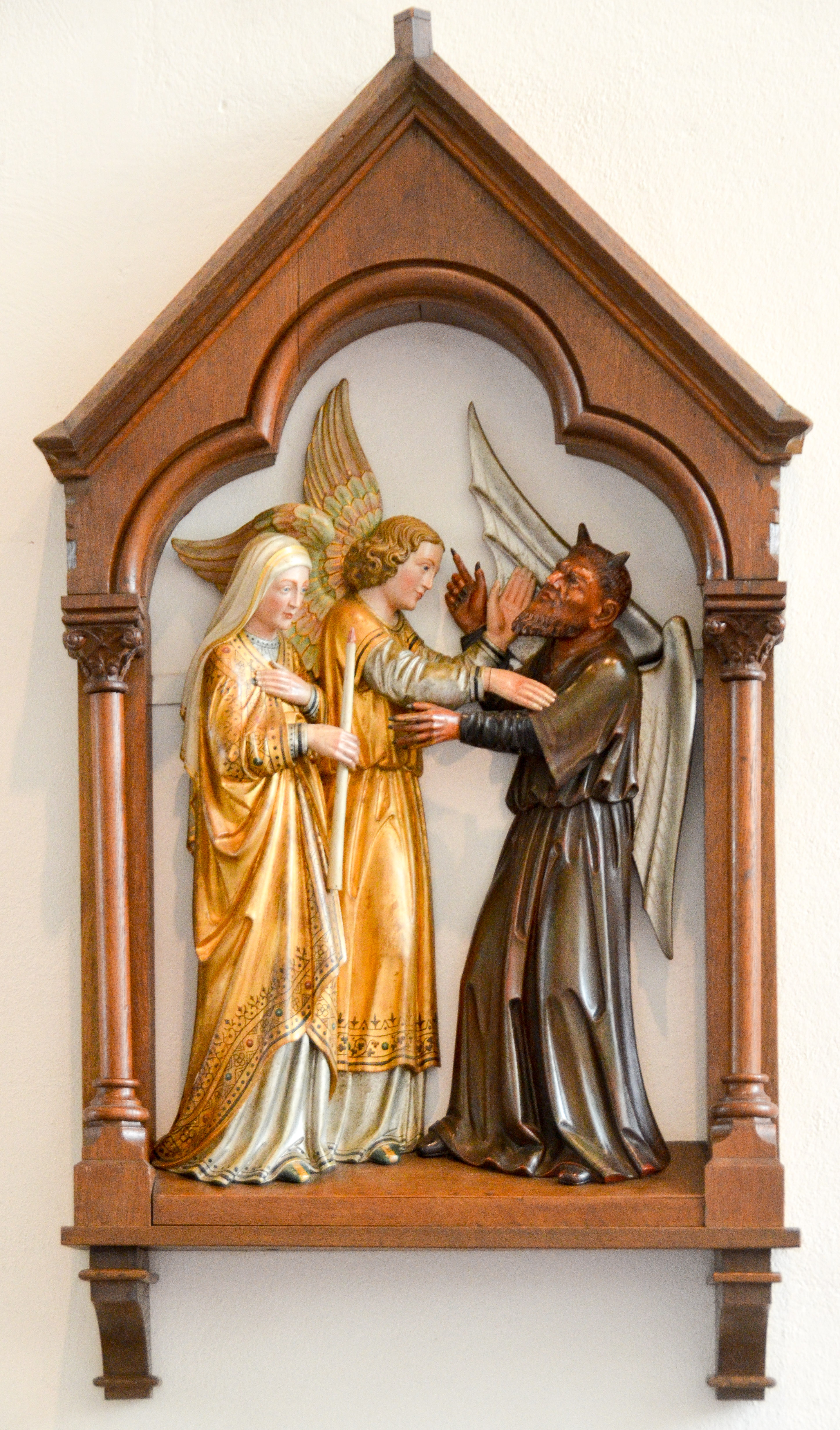
Miniatura que retrata Genoveva com um anjo à sua direita e um demônio à sua esquerda.

De acordo com a Enciclopédia Católica, ela tinha frequentes visões de santos e anjos do céu. Ela também fazia milagres em Paris e por toda a Île-de-France, que incluíam o exorcismo de demônios, a cura de cegos, a ressurreição de mortos, o resgate de prisioneiros e a ajuda a uma virgem consagrada para fugir de seu noivo. O vita de Genoveva relata que ela reacendeu uma vela depois de esta ter-se apagado no caminho da sua cela para a Basílica de São Dinis; as virgens que estavam com ela ficaram assombradas, então ela pediu para segurar a vela, que imediatamente se reacendeu. Chegando à basílica, a vela foi consumida pelo seu próprio fogo e, após ter completado suas orações, outra vela foi acesa quando ela a tocou, e as pessoas era curadas ao obter fragmentos de sua vela. Histórias posteriores sobre esse evento falam que um demônio estavam tentando apagar a vela e que um anjo a protegeu. Conforme Sluhovsky, o povo parisiense era familiarizado a essa história pois um anjo, olhando sobre o ombro direito, e um demônio, olhando sobre o ombro esquerdo, eram representados junto com a virgem em muitos de seus ícones, incluindo em vários desenhos, miniaturas e gravura do final da Idade Média e início da Idade Moderna. A imagem também aparecia nas primeiras estátuas e miniaturas dela que sobreviveram, incluindo a sua estátua no Louvre, criada no século XIII, e uma miniatura em sua abadia.
O vita de Genoveva afirma que quando uma mulher roubou seus sapatos, ficou cega assim que chegou em casa; alguém a levou de volta para Genoveva, que a curou após esta ter pedido o seu perdão. Seu vita também narra que a virgem era capaz de discernir se uma jovem mulher estava mentindo sobre sua castidade e que "ela restaurou visão, força e vida à várias pessoas". Genoveva também curou uma menina de nove anos que vivia em Lyon, bem como curou, pela imposição de suas mãos, uma jovem garota que não era capaz de andar há dois anos. Genoveva ressuscitou um garoto de quatro anos de idade, filho de uma mulher que ela tinha curado de uma possessão demoníaca, o qual tinha caído num poço e se afogado. Ele foi batizado na Páscoa e foi então nomeado Cellomerus, pois “havia recuperado sua vida na cela [de Genoveva]”. Também durante a Páscoa, ela curou uma mulher cega com orações e com o sinal da cruz. Curou um homem de Meaux, que tinha mão e braço ressequidos; ela orou por ele, tocou seu braço e articulações e fez o sinal da cruz sobre ele; o homem recobrou a saúde em 30 minutos. Ela libertou vinte pessoas de Paris de possessão: ordenou-as que fossem à Basílica de São Dinis e as curou após fazer o sinal da cruz sobre cada uma delas.

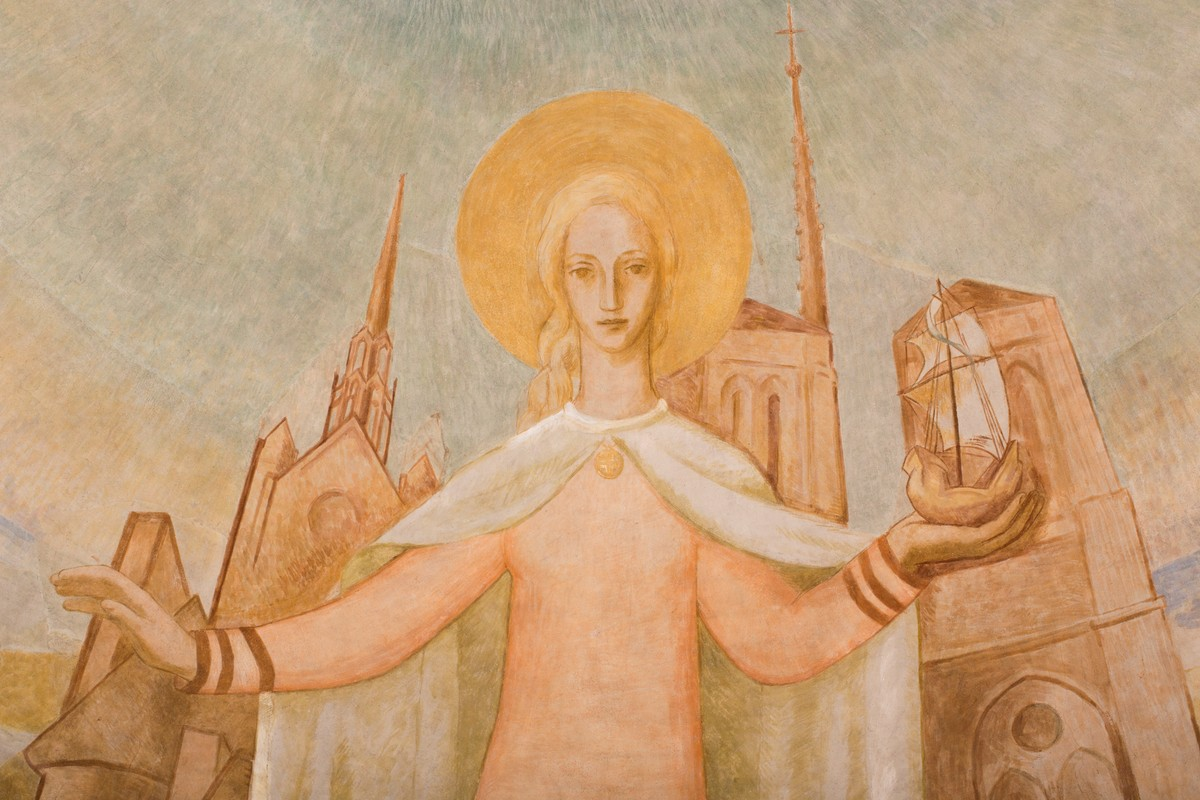
Afresco na Catedral de Nanterre, retratando Santa Genoveva abençoando Paris

Foi pedido a Genoveva que curasse a esposa de um tribuno da paralisia, o que foi feito com oração e o sinal da cruz. Enquanto em Troyes, muitas pessoas foram levadas a ela para cura, incluindo uma criança doente que foi curada depois de beber água que ela havia abençoado, bem como um homem cego, o qual o escritor de seu vita relata que havia sido punido por trabalhar no domingo. Seu vita também relata que muitas pessoas, incluindo aquelas que sofriam de possessões diabólicas, foram curadas depois de arrancar partes de suas vestes. Ela curou um funcionário da cidade, que estava surdo há quatro anos, tocando seus ouvidos enquanto fazia o sinal da cruz sobre eles. Seu vita descreve milagres que aconteceram em Orleães através de suas intercessões, incluindo ressuscitar dos mortos a filha da matriarca de uma família e curar um homem que ficou doente porque se recusou a perdoar seu servo. Genoveva então visitou Tours, "enfrentando muitos perigos no rio Loire"; ela foi recebida lá por uma multidão de pessoas possuídas por demônios. As curou, com orações e o sinal da cruz, na Basílica de São Martinho. Algumas vítimas relataram que os dedos de Genoveva "brilharam um por um com fogo celestial" enquanto as curava. Ela também curou em privado a três mulheres possessas, tendo feito isso em suas casas e a pedido de seus maridos. O vita de Genoveva relata que em Tours, "todos a honravam em suas idas e vindas". Seu vita também relata que perto de sua casa, ela foi capaz de detectar e remover um demônio da abertura de um recipiente de água.
Os pais de um rapazinho trouxeram-lhe o filho, que ela curou de cegueira, surdez e paralisia, fazendo-lhe o sinal da cruz e esfragando óleo nele. Suas orações protegeram uma colheita próxima de Meaux de um redemoinho durante uma tempestade; nem os ceifeiros nem as plantações foram tocadas por nenhuma água. Numa outra ocasião, enquanto viajava de barco no rio Sena, suas preces salvaram a embarcação; seu vita faz uma conexão entre esse acontecimento e o milagre do Cristo acalmando a tempestade, retratado nos Evangelhos. Genoveva com frequência usava óleo para ungir e curar os doentes. Seu vita conta que em uma ocasião, ela enviou um recipiente com óleo que era suposto a ter sido abençoado por um bispo, porém depois que ela rezou por uma hora, o mesmo recipiente foi milagrosamente cheio de óleo e ela pôde curar alguém de uma possessão demoníaca.

## Galeria
Alguns exemplos de representações da Santa Genoveva são encontrados na heráldica da França:

Brasão de Arts et Métiers d'Auzon.
Brasão de Essonne.
Brasão de Gennevilliers.
Brasão da cidade de Sainte-Geneviève, em Oise.